# Torneo Centroamericano de la Concacaf
El Torneo Centroamericano de la Concacaf fue un torneo de fútbol organizado por Concacaf y que contaba con la participación de equipos de Centroamérica, este servía como clasificación a la ronda del torneo más importante de Norteamérica, Centroamérica y el Caribe, la Copa de Campeones de la Concacaf.

## Historia
La Copa de Campeones de la Concacaf se dividió por zonas, la Zona Norteamericana, la Zona del Caribe y la Zona Centroamericana, donde el vencedor de una zona disputaría una semifinal para esperar a otro ganador de una zona. A veces las semifinales era el campeón de Norteamérica vs el campeón de Centroamérica o era campeón de Centroamérica vs campeón del Caribe.
La primera edición del torneo fue en 1964, en este hubo Torneo Norteamericano pero al final se retiraron. Por el Torneo Centroamericano jugaron 4 equipos, siendo el C.S. Uruguay de Coronado de Costa Rica el primer campeón. Después de ese campeonato, disputaría la final de la Copa de Campeones de la Concacaf de ese mismo año contra el S.V. Leo Victor de Surinam, pero, ambos equipos no pudieron llegar a un acuerdo con las fechas de los partidos y al final, la final de la Copa de Campeones se canceló.
En 1966 no hubo torneo de Copa de Campeones sino hasta 1967, en este torneo, el Alianza F.C. salvadoreño logró conquistar el Torneo Centroamericano. A consecuencia de ese título, obtendría el pase a la semifinales contra el Philadelphia Ukrainians estadounidense, venciéndolo con un marcador global de 3 a 1 y posteriormente derrotaría en la final al C.R.K.S.V. Jong Colombia de las Antillas Neerlandesas, siendo el primer club que logra ganar la Copa de Campeones de la Concacaf después de obtener el cetro centroamericano.
En 1968 el campeón sería el Aurora F.C. de Guatemala, derrotando en la final al C.D. Olimpia hondureño. Luego disputó la semifinal contra el S.V. Transvaal de Surinam donde la perdió por un resultado global de 3-1 pero al final, la Concacaf descalificó a ambos equipos por diversos problemas, otorgándole al Deportivo Toluca de México el título de campeón de la Concacaf por no tener rival en la gran final.
En 1971 participaron los campeones y subcampeones de algunas ligas de Concacaf. Si hubo Zona Centroamericana pero este fue sólo para calificar a dos equipos a la hexagonal final jugado en la Ciudad de Guatemala, los ganadores del torneo fueron la L.D. Alajuelense de Costa Rica y C.S.D. Comunicaciones de Guatemala. El campeón del torneo continental fue el Deportivo Cruz Azul mexicano venciendo en el partido de desempate al Alajuelense 5 goles por 1, dicho encuentro se jugó en el Estadio Azteca en México.
En 1972 hubo tan sólo 7 clubes participantes en el máximo torneo de clubes de la Concacaf, por lo que la Zona Norte y Centroamericana se fusionaron y crearon así la Zona Norte/Centroamericana y el vencedor fue el Toluca, derrotando al C.D. Vida de Honduras. De ahí, disputó la semifinal contra el Olimpia también hondureño, donde este lo derrotó 2-1 y fue campeón de la Copa de Campeones venciendo en la final al S.V. Robinhood surinamés.
De 1973 a 1974 el torneo no volvieron a participar equipos norteamericanos, los campeones serían el Deportivo Saprissa y C.S.D. Municipal de Guatemala respectivamente, este último lograría el título continental venciendo 4-2 global al Transvaal.
A partir de 1981 volvió el formato de combinar la Zona Norte y Centroamericana, y por lo tanto, no hubo un campeón centroamericano, sino hasta 1987 donde fue patrocinado por la aerolínea salvadoreña TACA y el CD Olimpia ganaría la copa.

## Historial
| Temporada            | Campeón                          | Resultado          | Subcampeón               | Tercer lugar                 | Cuarto lugar               |
| -------------------- | -------------------------------- | ------------------ | ------------------------ | ---------------------------- | -------------------------- |
| 1964                 | Uruguay de Coronado · Costa Rica | 3:1 2:1            | Municipal · Guatemala    | Águila · El Salvador         | Olimpia Honduras           |
| 1965                 | Saprissa · Costa Rica            | 2:1 0:0            | Águila · El Salvador     | Olimpia Honduras             | -                          |
| 1967                 | Alianza · El Salvador            | 0:0 1:1 1:0        | Aurora · Guatemala       | Olimpia Honduras             | Flor de Caña · Nicaragua   |
| 1968                 | Aurora · Guatemala               | 1:1 4:0            | Olimpia Honduras         | Alianza · El Salvador        | Alajuelense · Costa Rica   |
| 1970                 | Saprissa · Costa Rica            | 1:0 4:1            | Olimpia Honduras         | Atlético Marte · El Salvador | Municipal · Guatemala      |
| 1973                 | Saprissa · Costa Rica            | 1:0                | Alajuelense · Costa Rica | Comunicaciones · Guatemala   | Santa Cecilia · Nicaragua  |
| 1974                 | Municipal · Guatemala            | 1:0                | Alianza · El Salvador    | Aurora · Guatemala           | -                          |
| 1975                 | Saprissa · Costa Rica            | 2:2 0:0 (6:5 pen.) | Municipal · Guatemala    | Herediano · Costa Rica       | Aurora · Guatemala         |
| 1976                 | Águila · El Salvador             | 6:1 5:1            | Diriangén · Nicaragua    | Real España Honduras         | -                          |
| 1977                 | Saprissa · Costa Rica            | 2:1 1:0            | Municipal · Guatemala    | Diriangén · Nicaragua        | Motagua Honduras           |
| 1978                 | Comunicaciones · Guatemala       | 1:0 2:0            | Saprissa · Costa Rica    | Municipal · Guatemala        | FAS · El Salvador          |
| 1979                 | FAS · El Salvador                | 2:0 0:0            | Alianza · El Salvador    | Herediano · Costa Rica       | Comunicaciones · Guatemala |
| 1980                 | Pumas de la UNAH Honduras        | 1:0 0:0            | Marathón Honduras        | Comunicaciones · Guatemala   | Santiagueño · El Salvador  |
| Patrocinado por TACA |                                  |                    |                          |                              |                            |
| 1987                 | Olimpia Honduras                 | Cuadrangular final | Saprissa · Costa Rica    | Herediano · Costa Rica       | Real España Honduras       |
| 1988                 | Alajuelense · Costa Rica         | Cuadrangular final | Olimpia Honduras         | Aurora · Guatemala           | Marathón Honduras          |
| 1989                 | Olimpia Honduras                 | Cuadrangular final | Herediano · Costa Rica   | Real España Honduras         | Cartaginés · Costa Rica    |
| 1990                 | Olimpia Honduras                 | Cuadrangular final | LA Firpo · El Salvador   | Real España Honduras         | -                          |
| 1991                 | Real España Honduras             | 2:1 2:0            | Saprissa · Costa Rica    | Alajuelense · Costa Rica     | LA Firpo · El Salvador     |

## Palmarés

### Títulos por equipo
| Equipo                    | Títulos | Subtítulos | Años campeón                 | Años subcampeón  |
| ------------------------- | ------- | ---------- | ---------------------------- | ---------------- |
| Deportivo Saprissa        | 5       | 3          | 1965, 1970, 1973, 1975, 1977 | 1978, 1987, 1991 |
| CD Olimpia                | 3       | 3          | 1987, 1989, 1990             | 1968, 1970, 1988 |
| CSD Municipal             | 1       | 3          | 1974                         | 1964, 1975, 1977 |
| Alianza FC                | 1       | 2          | 1967                         | 1974             |
| LD Alajuelense            | 1       | 1          | 1988                         | 1973             |
| CD Águila                 | 1       | 1          | 1976                         | 1965             |
| Aurora FC                 | 1       | 1          | 1968                         | 1967             |
| Real CD España            | 1       | 0          | 1991                         |                  |
| Club Pumas de la U.N.A.H. | 1       | 0          | 1980                         |                  |
| CD FAS                    | 1       | 0          | 1979                         |                  |
| Comunicaciones FC         | 1       | 0          | 1978                         |                  |
| CS Uruguay de Coronado    | 1       | 0          | 1964                         |                  |
| CD Luis Ángel Firpo       | 0       | 1          | -                            | 1990             |
| CS Herediano              | 0       | 1          | -                            | 1989             |
| CD Marathón               | 0       | 1          | -                            | 1980             |
| Diriangén FC              | 0       | 1          | -                            | 1976             |

### Títulos por país
| País        | Títulos | Subtítulos | Clubes campeones                                                         |
| ----------- | ------- | ---------- | ------------------------------------------------------------------------ |
| Costa Rica  | 7       | 5          | Deportivo Saprissa (5), L.D. Alajuelense (1), CS Uruguay de Coronado (1) |
| Honduras    | 5       | 4          | C.D. Olimpia (3), Real C.D. España (1), Club Pumas de la UNAH (1)        |
| El Salvador | 3       | 4          | Alianza FC (1), CD Águila (1), CD FAS (1)                                |
| Guatemala   | 3       | 4          | CSD Municipal (1), Aurora FC (1), Comunicaciones FC (1)                  |
| Nicaragua   | 0       | 1          |                                                                          |